# A Day to Remember
A Day to Remember (ADTR) – pięcioosobowy zespół grający post hardcore z Ocala, Floryda, USA. Został założony w 2003 roku.

## Muzycy
| Obecny skład zespołu - Jeremy McKinnon – wokal prowadzący (od 2003) - Neil Westfall – gitara rytmiczna (od 2003) - Joshua Woodard – gitara basowa (od 2003) - Alex Shelnutt – perkusja (od 2006) - Kevin Skaff – gitara prowadząca, wokal wspierający (od 2009) |  | Byli Członkowie - Tom Denney – gitara prowadząca (2003–2009) - Bobby Scruggs – perkusja (2003–2006) |

Oś czasu

## Dyskografia
| And Their Name Was Treason  | - Data: 10 maja 2005 - Wydawca: Indianola Records    | —  | —  | —  | —   |                  |                     |
| For Those Who Have Heart    | - Data: 23 stycznia 2007 - Wydawca: Victory Records  | —  | —  | —  | —   | - USA: 20 tys.+  |                     |
| Homesick                    | - Data: 3 lutego 2009 - Wydawca: Victory Records     | 21 | —  | —  | 165 | - USA: 200 tys.+ | - UK: srebrna płyta |
| What Seperates Me From You  | - Data: 16 listopada 2010 - Wydawca: Victory Records | 11 | 24 | —  | 66  | - USA: 300 tys.+ |                     |
| Common Courtesy             | - Data: 25 listopada 2013 - Wydawca: ADTR            | 37 | 13 | 40 | 57  | - USA: 190 tys.+ |                     |
| Bad Vibrations              | - Data: 9 września 2016 - Wydawca: ADTR, Epitaph     | 2  | 1  | 7  | 6   | - USA: 100 tys.+ |                     |
| "—" album nie był notowany. |                                                      |    |    |    |     |                  |                     |

## Nagrody i wyróżnienia
| Rok  | Kategoria               | Tytułem           | Nagroda                        | Nota      | Źródło |
| ---- | ----------------------- | ----------------- | ------------------------------ | --------- | ------ |
| 2012 | Best International Band | A Day To Remember | Kerrang! Awards                | Nominacja | [ 18 ] |
| 2014 | Best Vocalist           | Jeremy McKinnon   | Revolver Golden Gods Awards    | Nominacja | [ 19 ] |
| 2015 | Best Music Video        | „End Of Me”       | Alternative Press Music Awards | Nominacja | [ 20 ] |
| 2015 | Best Live Band          | A Day to Remember | Alternative Press Music Awards | Laur      | [ 21 ] |
| 2016 | Best International Band | A Day to Remember | Kerrang! Awards                | Laur      | [ 22 ] |